# Malcolm Christie
Malcom "Malcolm" Neil Christie (Stamford, Inglaterra, 11 de abril de 1979) es un futbolista inglés, se desempeña como delantero y actualmente se encuentra sin equipo.

## Clubes
| Club                | País       | Año         |
| ------------------- | ---------- | ----------- |
| Nuneaton Borough FC | Inglaterra | 1997 - 1998 |
| Derby County FC     | Inglaterra | 1998 - 2003 |
| Middlesbrough FC    | Inglaterra | 2003 - 2007 |
| Leeds United FC     | Inglaterra | 2008 - 2009 |

- Datos: Q2437243